# Chaetogonopteron hainanum
Chaetogonopteron hainanum är en tvåvingeart som beskrevs av Yang 2002. Chaetogonopteron hainanum ingår i släktet Chaetogonopteron och familjen styltflugor. Inga underarter finns listade i Catalogue of Life.